# Легисамон, Фернандо
Ферна́ндо Себастья́н Легисамо́н Саму́дио (исп. Fernando Sebastián Leguizamón Samudio; род. 15 марта 2006) — парагвайский футболист, нападающий клуба «Спортиво Амелиано».

## Клубная карьера
Легисамон — воспитанник клубов Соль де Америка и «Спортиво Амелиано». 29 января 2023 года в матче против «Серро Портеньо» он дебютировал в парагвайской Примере в составе последних.

## Международная карьера
В 2023 году в составе юношеской сборной Парагвая Легисамон принял участие в домашнем юношеском чемпионате Южной Америки. На турнире он сыграл в матчах против сборных Перу, Венесуэлы, Эквадора и дважды Аргентины.